# Frank Hall Standish
Frank Hall Standish (Darlington, 1799 – Cadice, 1840) è stato un letterato britannico.
In Spagna raccolse un'enorme quantità di dipinti e scritti, lasciandoli poi in eredità a Luigi Filippo d'Orléans.